# 圣多美和普林西比解放运动—社会民主党

圣多美和普林西比解放运动-社会民主党党旗，与圣多美和普林西比国旗略有不同，上下两道绿条与中间的黄条高度是相等的

圣多美和普林西比解放运动—社会民主党（葡萄牙語：Movimento de Libertação de São Tomé e Príncipe – Partido Social Democrata，缩写为MLSTP-PSD）是圣多美和普林西比的一个中间偏左政党。该党成立于1960年9月，当时取名为圣多美和普林西比解放委员会；1972年，改名为圣多美和普林西比解放运动；1990年，改用现名。该党的意识形态是民主社会主义、社会民主主义、左翼民族主义。该党的主席是若热·博姆·热苏斯。该党的总部位于圣多美Riboque。该党是进步联盟的成员和社会党国际的咨询党。该党曾于1961年—1979年参加葡萄牙殖民地民族主义组织会议。